# Należę do ciebie, kochanie
Należę do ciebie, kochanie (hindi, हम तुम्हारे है सनम, urdu ہم تمہارے ہیں سنم, Ham tumāre hai Sanam) – bollywoodzki dramat miłosny zrealizowany w 2002 roku przez debiutanta K.S. Adhiyamana (po 6. latach pracy). W rolach głównych występują sławni indyjscy aktorzy Shah Rukh Khan, Madhuri Dixit i Salman Khan. Tematem filmu są relacje w małżeństwie. Główna bohaterka wychodząc za mąż nie zmienia swoich głębokich relacji z młodszym bratem i z przyjacielem dzieciństwa, czym wzbudza zazdrość męża i przyczynia się do kryzysu w małżeństwie.

## Fabuła
Gopal (Shah Rukh Khan) od dzieciństwa kocha tylko jedną osobę, Radhę (Madhuri Dixit). Ona też zostaje jego żoną, ale wraz z nią do wielkiego domu biznesmena Gopala wprowadza się jej ukochany bezrobotny braciszek Prashant. Telefonami bombarduje ją też przyjaciel z dzieciństwa Suraj (Salman Khan). Gopal nie chce wciąż dzielić uwagi swojej żony z dwoma innymi mężczyznami. Podziw Radhy dla przystojnego i sławnego piosenkarza, jakim jest Suraj, wzbudza jego podejrzliwość. Gopal czuje zazdrość, gdy wróciwszy do domu po całym dniu wyczerpującej pracy zastaje żonę zajętą pogawędką z przyjacielem. Rosnąca zazdrość w końcu wybucha, Gopal traci nad sobą kontrolę i wyrzuca z domu ukochaną żonę, która znajduje schronienie w domu przyjaciela.

## Obsada
- Shah Rukh Khan – Gopal
- Salman Khan – Suraj
- Madhuri Dixit – Radha
- Atul Agnihotri – Prashant, brat Radhy
- Suman Ranganathan – Nita
- Aruna Irani – Laxmi
- Alok Nath – Dev Narayan
- Vikas Anand – Ramu
- Aishwarya Rai – Suman
- Laxmikant Berde – Hasmukh
- Dinesh Hingoo – adwokat Gopala

## Ścieżka dźwiękowa
Muzyka: Nikhil-Vinay, Daboo Malik, Bappi Lahiri, Sajid Wajid, Bali Brahmbhatt
Hum Tumhare Hain Sanam

Śpiewają: Udit Narayan, Anuradha Paudwal
Khoye Khoye Din Hai

Śpiewają: Sonu Nigam, Anuradha Paudwal
Gale Mein Laal Taai

Śpiewają: Kumar Sanu, Bela Sulakhe
Sab Kuchh Bhula Diya

Śpiewa: Sonu Nigam
Taaron Ka Chamakta

Śpiewają: Udit Narayan, Bali Brahmbhatt
Hum Tumhare Hain Sanam Sad (wersja smutna)

Śpiewa: Sonu Nigam
Na Na Nana

Śpiewa: Sonu Nigam
Did Tod Diya

Śpiewa: Sonu Nigam
Aa Gaya Aa Gaya

Śpiewa: Udit Narayan

## Ciekawostki
- Film to remake tamilskiego hitu "Thotta Vhinungi". Jego tytuł zmieniał się, zrezygnowano m.in. z pierwotnego "Hum Aapke Hain Sanam" ze względu na zbytnie podobieństwo do Hum Aapke Hain Koun...! z 1994 z Salmanem Khanem.
- Po jednym z licznych telefonów przyjaciela Suraja Radha śpiewa tytułową piosenkę "Kuch Kuch Hota Hai" z filmu Coś się dzieje
- Film nie otrzymał żadnych nagród, ale odtwórca głównej roli Shah Rukh Khan grający w tym samym 2002 roku w filmach: Saathiya, Shakti: The Power i w Devdas za rolę w ostatnim filmie otrzymał Nagrodę Filmfare dla Najlepszego Aktora.
- Madhuri Dixit stworzyła ponadto z Shahem Rukh Khanem parę filmową w 1994 w Anjaam, w 1997 w Koyla i Dil To Pagal Hai, w 2000 Gaja Gamini i w 2002 Devdas.
- Salman Khan zagrał z Shahem Rukh Khanem 4-krotnie. Oprócz tego filmu w 1995 roku w Karan Arjun, 1998 Coś się dzieje, 2000 roku w Har Dil Jo Pyaar Karega.
- W filmie drugoplanową rolę niewidomej odgrywa Aishwarya Rai. W tym samym roku spotka się ona przy produkcji Devdas jeszcze raz z Shahem Rukh Khanem i Madhuri Dixit.
- Choreografię do filmu zrobiła Farah Khan znana np. z choreografii do Dil Se 1998 Czasem słońce, czasem deszcz 2001, Aśoka Wielki 2001, czy Gdyby jutra nie było 2004.
- Motyw problemów w małżeństwie można też zobaczyć m.in. w Chalte Chalte i w Saathiya.
- Shah Rukh Khan gra pijanego także w filmach: English Babu Desi Mem 1996, Chalte Chalte, Devdas 2001 i Don 2006.